# Mesagerul rus

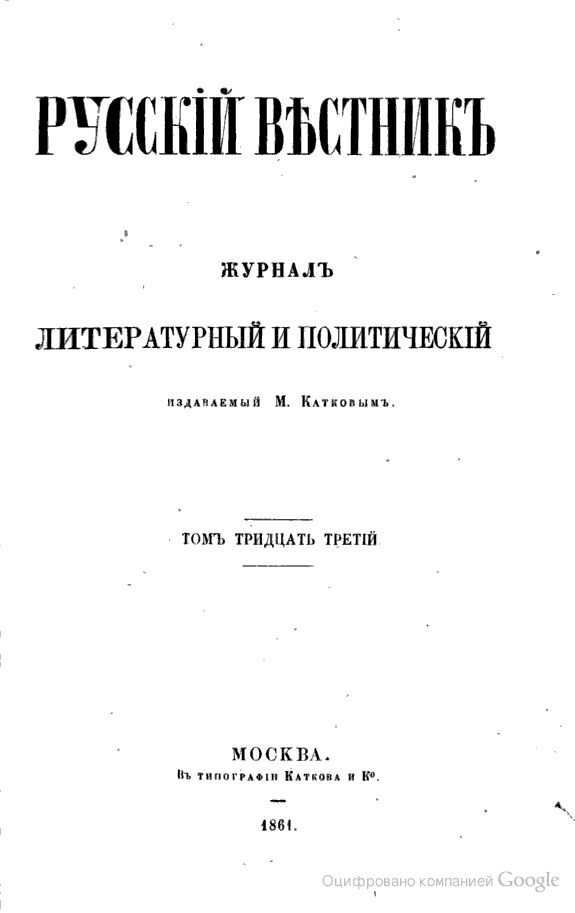
Russki vestnik

Mesagerul rus (în rusă Ру́сский ве́стник, transliterat: Ruskii vestnik) este numele a trei diferite reviste rusești din secolul al XIX-lea. 

## Mesagerul rusal lui Serghei Glinka
Revista lunară cu orientări patriotice monarhiste, Mesagerul rus a fost înființată de către Serghei Glinka și publicată la Moscova între anii 1808—1820 și în 1824. A fost sponsorizată de către Feodor Rostopcin.

## Mesagerul rusal lui Gretch and Polevoy
Această revistă lunară a fost publicată la Sankt Petersburg de către Nikolai Greci și Nikolai Polevoi între anii 1841—1844. Printre autorii săi se afla și istoricul, etnograful si arheologul rus, Ivan Sneghirev.

## Mesagerul rusal lui Mihail Katkov
Unul dintre cele mai importante jurnale literale de la sfârșitul secolului al XIX-lea, Mesagerul rus, a fost publicat mai întâi la Moscova (1856—1887), iar apoi, mai târziu, la Sankt Petersburg (1887—1906). A fost fondat de catre un grup de academicieni si scriitori liberali ca Mihail Katkov, care a devenit editor principal, Eugene Korș, Peter Kudriavțev, Leontiev și alții. În 1887, revista a fost cumpărată de către Fedor Berg și a fost mutată la Sankt Petersburg, dar într-un final s-a încetat editarea ei din cauza lipsei financiare.

## Titluri importante
- Mihail Saltîkov-Șcedrin
  - Schițe din provincie (1856—1857)
- Aleksandr Ostrovski
  - V chuzhom miru pohmelye (1856)
- Ivan Turgheniev
  - Nakanune (1860)
  - Tați și fii (1862)
  - Dym (1867)
- Lev Tolstoi
  - Cazacii (1863)
  - Anna Karenina (1875—1877)
  - Război și pace (1865—1869)
- Fiodor Dostoievski
  - Crimă și pedeapsă (1866)
  - Idiotul (1868)
  - Demonii (1871—1872)
  - Frații Karamazov (1879—1880)
- Nicolai Leskov
  - Na nozhakh (1870—1871)
  - Soboriane (1872)
  - Zapechatlennyi angel (1873)